# Ödets port
Ödets port (engelska: Postern of Fate) är en detektivroman av Agatha Christie som först publicerades i Storbritannien i oktober 1973[1] och i USA senare samma år.
Boken handlar om hennes detektiver Tommy och Tuppence Beresford och är detektivernas sista framträdande. Det är den sista romanen Christie skrev, men inte den sista som publicerades eftersom den följdes av två opublicerade romaner skrivna på 1940-talet. Paret Beresford skildras som ett pensionerat par, men de börjar undersöka ett olöst brott daterat till första världskriget. Fallet handlar om förgiftning av en kvinnlig spion.
Det var Christies sista roman och dessutom en av endast fyra Christie-romaner som inte hade fått en adaption av något slag, de andra var Döden till mötes, Destination okänd och Passagerare till Frankfurt.

## Titeln
Titeln kommer från dikten "Damaskus portar" av James Elroy Flecker. Dikten refereras också till i novellen "The Gate of Baghdad" i samlingen Parker Pyne Investigates från 1934.

## Handling
Tommy och Tuppence har bestämt sig för att gå i pension och har köpt ett nytt residens, Laurels. Huset ligger i Hollowquay, en semesterort. Paret har ärvt biblioteket från familjen Laurels tidigare ägare och Tuppence bestämmer sig för att gå igenom dess barnbokssamling. Hon undersöker ett exemplar av Den svarta pilen (1888), eftersom hon minns att hon läste denna roman i sin ungdom. Inuti boken hittar Tuppence ett dolt meddelande: "Mary Jordan dog inte naturligt. Det var en av oss. Jag tror jag vet vem."
Tuppence letar efter Mary Jordans grav, men kan inte hitta den. Hon hittar istället graven för Alexander Parkinson, som var bokens ursprungliga ägare och meddelandets författare. Alexander hade dött vid 14 års ålder. Tuppence undersöker Parkinsons familjs förflutna och får reda på att Mary Jordan var anställd som guvernant för familjen Parkinson. Mary ska ha dött av en olyckshändelse, förgiftad efter att ha ätit dödliga fingerborgsblommor. Bladen hade blandats till en sallad som hon åt. Dödsfallet inträffade 60 år före nutid.
Tommy och Tuppence samlar information om Mary från åldrande bybor och får reda på att hon var inblandad i "hemliga regeringsaffärer", som involverade planerna på utvecklingen av en ny ubåt. Tommy kontaktar sina tidigare medarbetare inom den brittiska underrättelsetjänsten, som bekräftar uppgifterna. Familjen Beresford får reda på att Mary själv var en brittisk hemlig agent.
Paret Beresford nöjer sig till en början med att undersöka detta kalla fall, men deras trädgårdsmästare Isaac Bodlicott mördas på deras tröskel. Paret är tydligen nära att avslöja en "sedan länge begravd hemlighet", och det finns mystiska fiender som är villiga att stoppa dem.

## Litterär betydelse och mottagande
Maurice Richardson i The Observer den 11 november 1973 var positiv i sin recension: "Nu i sjuttioårsåldern har Beresfords, det amatördetektivpar som några av oss fann alltför pigga för att vara bekväma, förvärvat en Proustiansk komplexitet. Ett kodmeddelande i en edvardiansk barnbok leder dem till mordet på en guvernant som var inblandad i ett tyskt spionfall före 1914. Dåtid och nutid hänger ihop på ett imponerande sätt. Trots politisk naivitet; det här är en genuin tour de force med en stjärnroll för Manchesterterriern Hannibal."
Robert Barnard skrev negativt att Ödets port var "Den sista boken Christie skrev. Bäst (och lätt) bortglömt."
Enligt The Cambridge Guide to Women's Writing in English är denna roman en av de "avskyvärda sista romanerna" där Christie påstås "tappa greppet helt och hållet".
En kanadensisk studie som jämförde texterna i ett antal Christie-romaner visade att hennes senare verk, inklusive Ödets port, visade en 15 till 30% minskning av ordförrådet. Denna förändring, tillsammans med användningen av obestämda ord och upprepningar, är nu kända för att vara symtom på Alzheimers sjukdom, även om de första formella diagnoserna av denna form av demens inte ställdes förrän efter Christies död i januari 1976.